# ダイハツ・ヨネックスジャパンオープン
ジャパン・オープン（英語: Japan Open）は、日本バドミントン協会主催、世界バドミントン連盟公認の日本で開催されるHSBC BWFワールドツアー750の大会である。

## 歴代の優勝選手
| 回 | 年   | 男子シングルス           | 女子シングルス     | 男子ダブルス                                                        | 女子ダブルス                                  | 混合ダブルス                                                      |
| -- | ---- | ------------------------ | ------------------ | ------------------------------------------------------------------- | --------------------------------------------- | ----------------------------------------------------------------- |
| 42 | 2025 | 石宇奇                   | 安洗塋             | 金元昊 徐承宰                                                       | 劉聖書 譚寧                                   | 蒋振邦 魏雅欣                                                     |
| 41 | 2024 | アレックス・ラニアー     | 山口茜             | ゴー・ジーフェイ ヌル・イズディン                                   | 劉聖書 譚寧                                   | 蒋振邦 魏雅欣                                                     |
| 40 | 2023 | ビクター・アクセルセン   | 安洗塋             | 李洋 王齊麟                                                         | 金昭映 孔熙容                                 | 渡辺勇大 東野有紗                                                 |
| 39 | 2022 | 西本拳太                 | 山口茜             | 梁偉鏗 王昶                                                         | 鄭娜銀 金慧貞                                 | デチャポル・プアヴァラヌクロー サプシリー・タエラッタナチャイ     |
| 38 | 2019 | 桃田賢斗                 | 山口茜             | マルクス・フェルナルディ・ギデオン ケビン・サンジャヤ・スカムルジョ | 金昭映 孔熙容                                 | 王懿律 黄東萍                                                     |
| 37 | 2018 | 桃田賢斗                 | カロリーナ・マリン | マルクス・フェルナルディ・ギデオン ケビン・サンジャヤ・スカムルジョ | 福島由紀 廣田彩花                             | 鄭思維 黄雅瓊                                                     |
| 36 | 2017 | ビクター・アクセルセン   | カロリーナ・マリン | マルクス・フェルナルディ・ギデオン ケビン・サンジャヤ・スカムルジョ | 髙橋礼華 松友美佐紀                           | 王懿律 黄東萍                                                     |
| 35 | 2016 | リー・チョンウェイ       | 何冰嬌             | 李俊慧 劉雨辰                                                       | クリスティナ・ペデルセン カミラ・リターユール | 鄭思維 陳清晨                                                     |
| 34 | 2015 | 林丹                     | 奥原希望           | 李龍大 柳延星                                                       | 趙芸蕾 鍾倩欣                                 | ヨアシム・フィッシャー・ニールセン クリスティナ・ペデルセン       |
| 33 | 2014 | リー・チョンウェイ       | 李雪芮             | 李龍大 柳延星                                                       | 髙橋礼華 松友美佐紀                           | 張楠 趙芸蕾                                                       |
| 32 | 2013 | リー・チョンウェイ       | 山口茜             | ヘンドラ・セティアワン ムハマド・アッサン                           | 馬晋 湯金華                                   | 張楠 趙芸蕾                                                       |
| 31 | 2012 | リー・チョンウェイ       | 戴資穎             | 金基正 金沙朗                                                       | 潘楽恩 謝影雪                                 | チャン・ペンスン ゴー・リューイン                                 |
| 30 | 2011 | 諶龍                     | 王儀涵             | 蔡贇 傅海峰                                                         | 包宜鑫 鍾倩欣                                 | 陳宏麟 程文欣                                                     |
| 29 | 2010 | リー・チョンウェイ       | 蒋燕皎             | 蔡贇 傅海峰                                                         | 王暁理 于洋                                   | 張楠 趙芸蕾                                                       |
| 28 | 2009 | 鮑春来                   | 王儀涵             | マルキス・キド ヘンドラ・セティアワン                               | 馬晋 王暁理                                   | ソンフォン・アヌクリタヤウォン クルチャラ・ウォラウイチツアイクル |
| 27 | 2008 | ソニー・ドゥイ・クンコロ | 王儀涵             | ラース・ポースケ ヨナス・ラスムセン                                 | 成淑 趙芸蕾                                   | ムハンマド・リジャル ヴィタ・マリサ                               |
| 26 | 2007 | リー・チョンウェイ       | ティナ・ラスムセン | チャンドラ・ウィジャヤ トニー・グナワン                             | 楊維 張潔雯                                   | 鄭波 高崚                                                         |
| 25 | 2006 | 林丹                     | 張寧               | チャンドラ・ウィジャヤ トニー・グナワン                             | 高崚 黄穂                                     | フランディー・リンペレ ヴィタ・マリサ                             |
| 24 | 2005 | 林丹                     | 張寧               | イエンス・エリクセン マーチン・ルンドガード・ハンセン               | 楊維 張潔雯                                   | スッケー・プラパカモル サラリー・トゥントーンカム                 |
| 23 | 2004 | ロナルド・スシロ         | ミア・アウディナ   | 河泰権 金東文                                                       | 羅景民 李敬元                                 | ノバ・ウィディアント ヴィタ・マリサ                               |
| 22 | 2003 | 夏煊澤                   | カミラ・マーチン   | フランディー・リンペレ エン・ヒアン                                 | 高崚 黄穂                                     | 張軍 高崚                                                         |
| 21 | 2002 | 李炫一                   | 周蜜               | チャン・チョンミン チュー・チューエン                               | 羅景民 李敬元                                 | 金東文 羅景民                                                     |
| 20 | 2001 | ロスリン・ハシム         | 周蜜               | チャンドラ・ウィジャヤ シギット・ブディアルト                       | 高崚 黄穂                                     | バンバン・スプリアント ミナルティ・ティムール                     |
| 19 | 2000 | 吉新鵬                   | 龔智超             | チャンドラ・ウィジャヤ トニー・グナワン                             | 黄楠雁 楊維                                   | 劉永 葛菲                                                         |
| 18 | 1999 | ピーター・ゲード         | 葉釗穎             | 河泰権 金東文                                                       | 葛菲 顧俊                                     | 劉永 葛菲                                                         |
| 17 | 1998 | ピーター・ゲード         | 龔智超             | チー・スーンキット ヤップ・キムホック                               | 葛菲 顧俊                                     | 金東文 羅景民                                                     |
| 16 | 1997 | ピーター・ラスムセン     | ミア・アウディナ   | リッキー・スバグジャ レキシー・マイナキー                           | 葛菲 顧俊                                     | 劉永 葛菲                                                         |
| 15 | 1996 | ジョコ・スプリアント     | 葉釗穎             | リッキー・スバグジャ レキシー・マイナキー                           | 吉永雅 張恵玉                                 | 朴柱奉 羅景民                                                     |
| 14 | 1995 | ヘリアント・アルビ       | スシ・スサンティ   | リッキー・スバグジャ レキシー・マイナキー                           | 葛菲 顧俊                                     | トーマス・ルンド マーレーン・トムセン                             |
| 13 | 1994 | アーディー・ウィラナタ   | スシ・スサンティ   | リッキー・スバグジャ デニー・カントノ                               | 鄭素英 吉永雅                                 | ヨン・ホルスト・クリステンセン カトリーヌ・ベントソン             |
| 12 | 1993 | ヘリアント・アルビ       | 葉釗穎             | 陳康 陳紅勇                                                         | 鄭素英 吉永雅                                 | トーマス・ルンド カトリーヌ・ベントソン                           |
| 11 | 1992 | アーディー・ウィラナタ   | スシ・スサンティ   | 陳康 陳紅勇                                                         | 鄭素英 黄恵英                                 | トーマス・ルンド ペミール・デュポン                               |
| 10 | 1991 | アーディー・ウィラナタ   | 黄華               | 朴柱奉 金文秀                                                       | ジリアン・クラーク ジリアン・ゴワーズ         | 朴柱奉 鄭明熙                                                     |
| 9  | 1990 | モルテン・フロスト       | 黄華               | 朴柱奉 金文秀                                                       | 姚芬 頼彩勤                                   | 朴柱奉 鄭明熙                                                     |
| 8  | 1989 | 楊陽                     | 李玲蔚             | 朴柱奉 李相福                                                       | ジリアン・クラーク ジリー・ムンディー         | 朴柱奉 鄭明熙                                                     |
| 7  | 1988 | ニック・イエーツ         | 韓愛萍             | 田秉毅 李永波                                                       | 鄭明熙 鄭素英                                 | 朴柱奉 鄭明熙                                                     |
| 6  | 1987 | 熊国宝                   | 李玲蔚             | リム・スイキン エディ・ハルトノ                                     | 林瑛 関渭貞                                   | 李得春 鄭明熙                                                     |
| 5  | 1986 | 楊陽                     | 李玲蔚             | ラジフ・シデク ジャラニ・シデク                                     | 呉迪西 林瑛                                   | ビリー・ギリランド ノラ・ペリー                                   |
| 4  | 1985 | 趙剣華                   | 呉健秋             | 朴柱奉 金文秀                                                       | 金練子 柳尚希                                 | ビリー・ギリランド ジリアン・ゴワーズ                             |
| 3  | 1984 | モルテン・フロスト       | 鄭昱鲤             | トーマス・キールストロム ステファン・カールソン                     | カレン・ベックマン ジリアン・ギルクス         | マーチン・デュー ジリアン・ギルクス                               |
| 2  | 1983 | 韓健                     | 韓愛萍             | トーマス・キールストロム ステファン・カールソン                     | ジリアン・ギルクス ジリアン・クラーク         | トーマス・キールストロム ノラ・ペリー                             |
| 1  | 1982 | トーマス・キールストロム | 李玲蔚             | カルトノ ルディ・ヘリアント                                         | ノラ・ペリー ジェーン・ウェブスター           | マイケル・トレジェット ノラ・ペリー                               |

## 会場
会場は東京体育館（渋谷区）、代々木第二体育館（渋谷区）、代々木第一体育館（渋谷区）になることが多い。他に夙川学院増谷記念館（西宮市）、神戸市立中央体育館（神戸市）、横浜文化体育館（横浜市）、桐生市民体育館（桐生市）、守口市民体育館（守口市）、駒沢オリンピック公園総合運動場体育館（世田谷区）、武蔵野の森総合スポーツプラザメインアリーナ（調布市）、大阪市中央体育館（大阪市）で開催されたこともある。中止となった2020年大会の会場になる予定だった横浜アリーナ（横浜市）は、2024年大会の会場になる予定である。

## 大会名
下記の通り、大会名はこれまで4度変更されている。2020年・2021年は中止。
- ヨネックスカップ・ジャパンオープン（1982年 - 1990年）
- ヨネックス・ジャパンオープン（1991年 - 1997年）
- ヨネックスオープンジャパン（1998年 - 2016年）
- ダイハツ・ヨネックスジャパンオープン（2017年 - 2022年）
- ダイハツジャパンオープン（2023年 - ）